# Ray Kurzweil
Raymond „Ray“ Kurzweil (* 12. února 1948) je americký vynálezce, futurolog a jedna z klíčových postav technologického vývoje ve společnosti Google.

## Život
Pochází ze židovské rodiny, která přišla do USA z Rakouska před 2. světovou válkou. Vystudoval MIT.
V oblasti počítačových technologií se zaobíral především optickým rozpoznáváním znaků (programy OCR), syntézou řeči, neboli umělou tvorbou řeči (syntézou programy TTS) a rozpoznáváním řeči, tedy automatickým převodem mluvené řeči do textu. Vynalezl v těchto oblastech některé průlomové přístroje (například první CCD stolní scanner (flatbed), první převaděč řeči do písma pro slepce apod.) Věnoval se též vývoji klávesových hudebních nástrojů - jeho klávesy Kurzweil K250 byly prvním hudebním nástrojem, který produkoval zvuk odvozený od vzorku zvuků vypálených na integrovaných obvodech známých jako paměť pouze pro čtení (ROM), bez požadavku na jakýkoliv typ disku (vnější paměť). Celkem vlastní přes 400 patentů.
Napsal též několik hojně diskutovaných knih na téma umělé inteligence, technologické singularity ("pokrok budou vytvářet stroje") a tzv. transhumanismu, tedy hnutí, které podporuje použití nových vědeckých objevů a technologií k vylepšení lidských mentálních i fyzických schopností, které Kurzweil podporuje.
Televizní společnost PBS ho zařadila mezi "16 revolucionářů, kteří stvořili Ameriku".

## Dílo – výběr
- The Age of Intelligent Machines (1990)
- The Age of Spiritual Machines (1999)
- Fantastic Voyage: Live Long Enough to Live Forever (2004), česky jako Fantastická cesta – Jak radikálně prodloužit svůj život, ANAG, 2007, ISBN 978-80-7263-392-0
- The Singularity Is Near (2005)